# Senjsko Bilo
Senjsko Bilo är en ås i Kroatien.   Den ligger i länet Lika, i den centrala delen av landet, 130 km sydväst om huvudstaden Zagreb.